# Belén Cuesta
Belén Cuesta Llamas (Sevilha, 24 de janeiro de 1984) é uma atriz e modelo espanhola. Em 2020, ganhou o Prêmio Goya de melhor atriz pelo seu papel no filme La trinchera infinita.

## Filmografia

### Cinema
| Ano  | Título                             | Personagem                           | Notas            |
| ---- | ---------------------------------- | ------------------------------------ | ---------------- |
| 2009 | Hierro                             | -                                    | Papel secundário |
| 2011 | Perro flaco                        | Natalia                              | Papel secundário |
| 2011 | La montaña rusa                    | Menina entrevista programa TV        | Papel secundário |
| 2015 | Ocho apellidos catalanes           | Judit                                | Papel secundário |
| 2016 | Tenemos que hablar                 | Yolanda "Yoli"                       | Papel principal  |
| 2016 | Kiki, el amor se hace              | Belén                                | Papel principal  |
| 2016 | El pregón                          | Silvia                               | Papel principal  |
| 2016 | Cigüeñas                           | Tulip (voz)                          | Dublagem         |
| 2016 | Villaviciosa de al lado            | Elisa                                | Papel principal  |
| 2017 | La llamada                         | Milagros                             | Papel principal  |
| 2017 | Proyecto Tiempo. Parte I: La llave | Carla                                | Papel principal  |
| 2017 | La Lego Ninjago                    | Nya (voz)                            | Dublagem         |
| 2018 | El aviso                           | Andrea                               | Papel principal  |
| 2019 | A pesar de todo                    | Claudia                              | Papel principal  |
| 2019 | Ventajas de viajar en tren         | Amelia Urales de Úbeda               | Papel principal  |
| 2019 | Litus                              | Laia                                 | Papel principal  |
| 2019 | La trinchera infinita              | Rosa                                 | Papel principal  |
| 2019 | Klaus                              | Professora/Vendedora de peixes (voz) | Dublagem         |
| 2020 | Hasta que la boda nos separe       | Marina                               | Papel principal  |
| 2020 | Parking                            | María                                | Papel principal  |
| 2020 | Sentimental                        | Laura                                | Papel principal  |

### Televisión
| Ano             | Título                             | Personagem                | Canal             | Notas           |
| --------------- | ---------------------------------- | ------------------------- | ----------------- | --------------- |
| 2008            | Cazadores de hombres               | -                         | Antena 3          | 2 episódios     |
| 2010            | ¿Qué fue de Jorge Sanz?            | Enfermeira                | Canal+            | 1 episódios     |
| 2011            | Palomitas                          | Varios                    | Telecinco         | 9 episódios     |
| 2011            | Ángel o demonio                    | -                         | Telecinco         | 1 episódio      |
| 2012            | Operación Malaya                   | Clara                     | La 1              | TV-Movie        |
| 2012            | Bandolera                          | Elisa Garmendia           | Antena 3          | 15 episódios    |
| 2013            | El tiempo entre costuras           | Parturienta               | Antena 3          | 1 episódio      |
| 2015            | Aquí Paz y después Gloria          | Teresa "Tere"             | Telecinco         | 8 episódios     |
| 2015            | Vis a vis                          | Yolanda Montero Fernández | Antena 3          | 2 episódios     |
| 2016            | Buscando el norte                  | Carolina "Carol" Ruiz     | Antena 3          | 8 episódios     |
| 2016 - 2019     | Paquita Salas                      | Magüi/Malu Moreno         | Flooxer / Netflix | 14 episódios    |
| 2017 - 2018     | Ella es tu padre                   | Natalia "Nata"            | Telecinco / FDF   | 13 episódios    |
| 2018            | BByC: Bodas, bautizos y comuniones | Beatriz                   | Telecinco         | episódio piloto |
| 2019            | Mira lo que has hecho              | Ella misma                | #0                | 4 episódios     |
| 2019 - presente | La casa de papel                   | Julia «Manila»            | Netflix           | 11 episódios    |

### Programas de televisão
| Ano       | Título                 | Papel        | Canal     | Notas       |
| --------- | ---------------------- | ------------ | --------- | ----------- |
| 2014      | En el aire             | Colaboradora | La Sexta  | 6 programas |
| 2015-2019 | Pasapalabra            | Convidada    | Telecinco | 9 programas |
| 2016      | El hormiguero 3.0      | Convidada    | Antena 3  | 1 programa  |
| 2016      | Late motiv             | Convidada    | #0        | 1 programa  |
| 2018      | Operación Triunfo 2017 | Convidada    | La 1      | 1 programa  |
| 2018      | La resistencia         | Convidada    | #0        | 1 programa  |
| 2020      | Late motiv             | Convidada    | #0        | 1 programa  |

### Webseries
| Ano  | Título       | Papel             | Plataforma | Notas                                     |
| ---- | ------------ | ----------------- | ---------- | ----------------------------------------- |
| 2012 | Serienómanos | Varios Personajes | YouTube    | 5 Episódios, dirigida por Fernando Gamero |

### Curtas-metragens

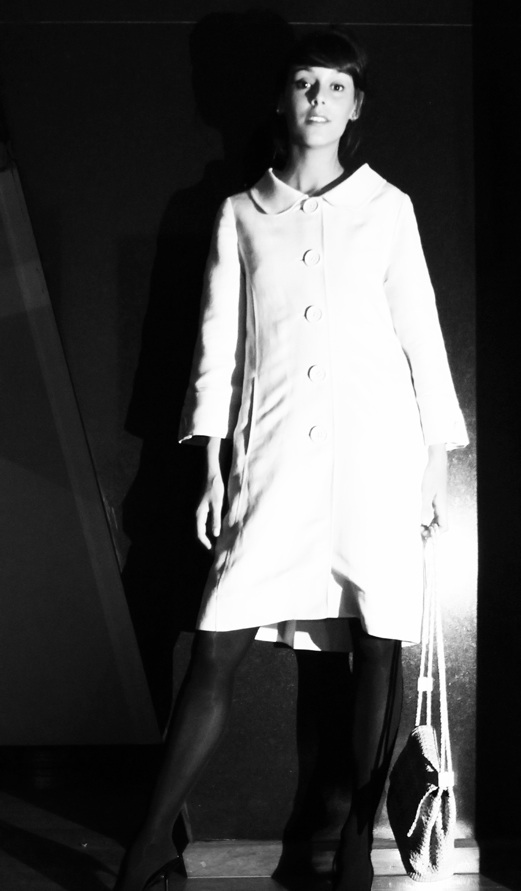
Belén Cuesta em 2007

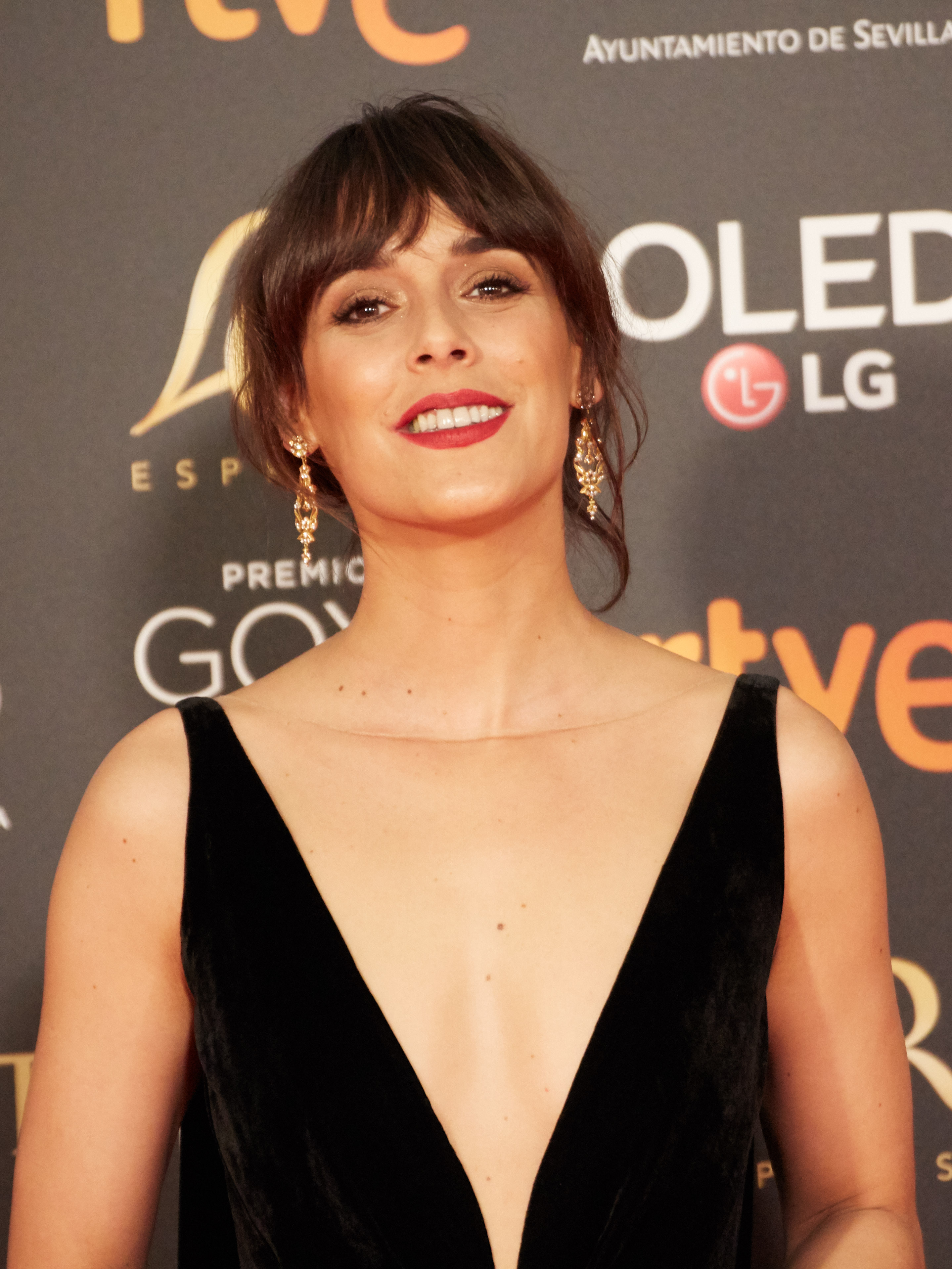
Belén Cuesta nos Prêmios Goya 2019

- No sé qué hacer contigo. (2011). Dirigida por Miguel Campión.
- Intruders. (2010). Dirigida por Juan Carlos Fresnadillo
- Palomas de ciudad. (2009). Dirigida por Stefano Ridolfi.
- Camas.(2009). De Manuela Moreno.
- L.A. (2006). No Papel do anjo verdadeiro. Borvoleta P.C.
- Diálogo existencial del pelotari y sus demonios. (2006). Borvoleta P.C.

### Teatro
- Metamorfosis (2019). Dirigida e adaptada por David Serrano de la Peña.
- Universos Paralelos (2017). Dirigida por David Serrano de la Peña.
- Los tragos de la vida (2016). Dirigida por Daniel Guzmán
- La llamada (2013-2016). Escrita e dirigida por Javier Calvo e Javier Ambrossi
- Presencias (2012). Dirigida por Benja de la Rosa.
- El imaginario de Cervantes. (2011). Dirigida por Sonia Sebastián.
- Labios. (2010). De Carlos Rico. Dirigida por Alejandra Nogales.
- Las fichas. (2009). Dirigida por Secun de la Rosa.
- Sonias. (2008). Dirigida por Hermanas Rico.
- Acóplate. (2008). Com a companhia "Los Quiero Teatro Tonto". Dirigida por Hermanas Rico.
- Me muero, me muero. (2007). Dirigida por Hermanas Rico.
- Una mujer sin importancia. (2007). De Oscar Wilde, dirigida por Hermanas Rico.
- Enrico V. (2006). Cía. Pipo del Bono.
- Malditas sean por siempre Coronada y sus hijas. (2006). Dirigida por Pablo Mesa.
- Ifigenia en Táuride. (2004-2005). Dirigida por Ignacio Ortiz.

### Microteatro
- ¿Quién es Teodoro?. (2012). De Verónica Larios. Micro-teatro.
- Papá se ha ido. (2011). De Elvira Lindo. Dirigida por Sonia Sebastián. Micro-teatro.
- Lo que da miedo es la muerte. (2011). De Olga Iglesias. Micro-teatro.
- Soy actriz. (2011). De Olga Iglesias. Micro-teatro.
- Te acuerdas. (2011). De Secun de la Rosa. Micro-teatro.